# Labidochromis mylodon
Labidochromis mylodon är en fiskart som beskrevs av Lewis 1982. Labidochromis mylodon ingår i släktet Labidochromis och familjen Cichlidae. IUCN kategoriserar arten globalt som sårbar. Inga underarter finns listade i Catalogue of Life.